# Pycnarmon meritalis
Pycnarmon meritalis is een vlinder van de familie van de grasmotten (Crambidae). De wetenschappelijke naam van deze soort is voor het eerst voorgesteld als Zebronia meritalis door Francis Walker in een publicatie uit 1859.

## Verspreiding
De soort komt voor in:
- het Afrotropisch gebied waaronder Congo-Kinshasa,
- het Oriëntaals gebied waaronder India (Meghalaya), Sri Lanka, China[1], Taiwan, Vietnam[1], Indonesië (Sumatra, Borneo, Sulawesi, Java),
- het Palearctisch gebied waaronder Japan (Okinawa)[1]
- het Australaziatisch gebied waaronder Australië.

## Waardplanten
De rups leeft op Blumea balsamifera (Asteraceae), Chukrasia tabularis (Meliaceae) en Vitex altissima (Lamiaceae).